# Castet
Castet är en kommun i departementet Pyrénées-Atlantiques i regionen Nouvelle-Aquitaine i sydvästra Frankrike. Kommunen ligger i kantonen Arudy som tillhör arrondissementet Oloron-Sainte-Marie. År 2022 hade Castet 141 invånare.

## Befolkningsutveckling
Antalet invånare i kommunen Castet
| Referens: INSEE |